# Louis Backman
Eugène Louis Backman, född 11 juli 1883 i Rejmyre, död 28 november 1965 i Uppsala, var en svensk läkare och farmakolog. Han var tvillingbror till anatomen Gaston Backman och bror till Pierre Backman.
Louis Backman, vars far Alfred Backman var läkare, skrevs in vid Uppsala universitet 1901, blev med. kand. 1907, med. lic. 1912 och promoverades till med. doktor samma år. 1912 utnämndes han till docent i experimentell fysiologi och medicinsk fysik och 1925 till professor i experimentell farmakodynamik och farmakognosi i Uppsala. 
Han var underläkare och senare biträdande läkare vid Uppsala hospital 1911–1918 samt laborator i experimentell fysiologi 1917–1918. Han anordnade som svensk delegat sommaren 1917 sjukhus och folkkök med mera för tyska och österrikiska krigsfångar i Ryssland.
Backman, som var ogift, utnämndes till medicine hedersdoktor vid universitetet i Riga 1924. Han är begravd på Uppsala gamla kyrkogård. 

## Utmärkelser och ledamotskap
- KNO
- KLettSO
- Ett flertal utmärkelser från Röda Korset